# Isoperla citronella
Isoperla citronella is een steenvlieg uit de familie Perlodidae. De wetenschappelijke naam van de soort is voor het eerst geldig gepubliceerd in 1851 door Newport.